# Stortjärnen (Fredrika socken, Lappland, 713509-161191)
Stortjärnen är en sjö i Åsele kommun i Lappland och ingår i Lögdeälvens huvudavrinningsområde. Sjön har en area på 0,0647 kvadratkilometer och ligger 356,9 meter över havet.

## Delavrinningsområde
Stortjärnen ingår i det delavrinningsområde (712857-161566) som SMHI kallar för Ovan Alskabäcken. Medelhöjden är 343 meter över havet och ytan är 37,94 kvadratkilometer. Räknas de 50 avrinningsområdena uppströms in blir den ackumulerade arean 448,5 kvadratkilometer. Avrinningsområdets utflöde Lögdeälven (Lögdån) mynnar i havet. Avrinningsområdet består mestadels av skog (90 procent). Avrinningsområdet har 0,15 kvadratkilometer vattenytor vilket ger det en sjöprocent på 0,4 procent.